# حاجي غلدة
حاجي غلدة هي قرية في مقاطعة بيرانشهر، إيران. يقدر عدد سكانها بـ 233 نسمة بحسب إحصاء 2016.